# Emern
Emern ist ein Ortsteil der Gemeinde Wrestedt (Samtgemeinde Aue) im niedersächsischen Landkreis Uelzen. 

## Geografie und Verkehrsanbindung
Der Ort liegt östlich des Kernortes Wrestedt.
Am östlichen und nördlichen Ortsrand fließt die Esterau, ein rechter Nebenfluss der Stederau. Westlich verläuft der Elbe-Seitenkanal. Südöstlich liegt das 20 ha große Naturschutzgebiet Droher Holz.
Die B 71 verläuft nördlich.